# Hunnendampfer

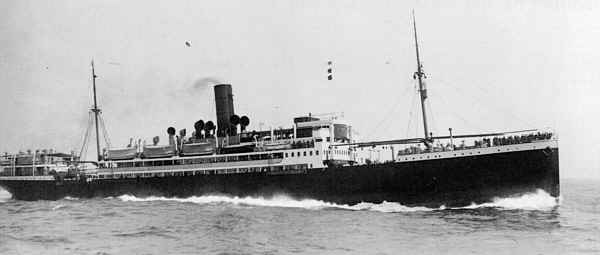
Dampfer Lützow (1926)

Hunnendampfer war die Bezeichnung für acht deutsche Handelsdampfer, die vom Vereinigten Königreich zu Beginn des Ersten Weltkriegs enteignet wurden, um danach unter britischer Flagge zu fahren.

## Geschichte
Der Begriff erschien zum ersten Mal in der Times vom 13. August 1915:

„In den ‚Times‘ vom 13. August findet sich eine Notiz, so grotesk, daß ein Deutscher beim ersten Lesen geneigt ist, sie für den albernen Scherz eines Jingos zu halten. Unter der Marke: Sieben Hunnendampfer meldet das Blatt ganz würdevoll folgendes: ‚In Übereinstimmung mit dem Beschluß der Admiralität, die Namen der weggenommenen deutschen Dampfer, die jetzt in britischen Diensten stehen, mit ihren ursprünglichen Eigentümern, den modernen Hunnen, zu verknüpfen, erscheinen sieben große Dampfer in der neuen Ausgabe von Lloyds Register mit der Vorsilbe »Hun« (Hunne) […].‘“

Nach der Enteignung wurden die Schiffe auf Namen mit der Anfangssilbe „Hun“ (englisch für Hunne) umbenannt, wodurch die Sammelbezeichnung „Hunnendampfer“ entstand. Diese Namensgebung spielt auf die abfällige Bezeichnung der Deutschen als „Hunnen“ durch die Briten und US-Amerikaner vor allem während des Ersten Weltkriegs und später wieder im Zweiten Weltkrieg an. Die Bezeichnung fußt auf der sogenannten „Hunnenrede“ Kaiser Wilhelms II.

## Enteignete Dampfer
- Dampfer Lautenfels (5811 t) umbenannt in Hungerford;[1]
- Dampfer Werdenfels (4504 t) umbenannt in Hunstanton;[1]
- Dampfer Ophelia (1153 t) umbenannt in Hundley;[1]
- Dampfer Arnfried (2899 t) umbenannt in Hunsdon;[1]
- Dampfer Frisia (4997 t) umbenannt in Huntress;[1]
- Dampfer Altair (3220 t) umbenannt in Hunsgate;[1]
- Dampfer Lützow (8818 BRT) umbenannt in Huntsend,[1] am 3. August im Suezkanal beschlagnahmt;
- Dampfer Derfflinger (9060 BRT) umbenannt in Huntsgreen,[1] am 3. August vor Port Said aufgebracht.

Nach einem Bericht der Frankfurter Zeitung vom 21. November 1914 wurden die Lautenfels, die Lützow und die Werdenfels, die bei Kriegsausbruch in Suez bzw. in Port Said lagen, gemeinsam mit zwölf anderen deutschen und österreichischen Schiffen zum Verlassen des Sueskanals gezwungen und in Alexandria gekapert.